# Le Quiou
Le Quiou /lə kju/ è un comune francese di 339 abitanti situato nel dipartimento delle Côtes-d'Armor nella regione della Bretagna.

## Società

### Evoluzione demografica
Abitanti censiti